# 쾨니그 데네시
쾨니그 데네시(헝가리어: Kőnig Dénes, 1884–1944)는 헝가리의 수학자이다. 그래프 이론의 초석을 닦았다.

## 생애
1884년 9월 21 부다페스트에서 유대인 가정에 태어났다. 아버지 쾨니그 줄러는 수학자였다.
1907년에 부다페스트 공과대학교에서 박사 학위를 수여받았고, 1911년에 부다페스트 공과대학교 연구원(독일어: Privatdocent)이 되었다. 1935년에 정교수로 승진하였다. 1936년에 그래프 이론에 대한 최초의 책을 출판하였다.
1944년 10월 15일에 헝가리 나치 당이 쿠데타로 정권을 잡았고, 헝가리는 나치 독일의 괴뢰 정권이 되었다. 유대인이었던 쾨니그는 나치당의 반유대주의 정책을 피하기 위하여 1944년 10월 19일 자살하였다.

## 같이 보기
- 쾨니그의 정리
- 쾨니그 보조정리